# عبد العزيز الغيلاني
عبدالعزيز مبارك زايد الغيلاني (عَبْد الْعَزِيز مُبَارَك زَايِد الْغَيْلَانِيّ؛ مواليد 14 مايو 1995) هو لاعب كرة قدم عماني، يشغل مركز ظهير أيمن، ويمثل حاليًا نادي النهضة في الدوري العماني للمحترفين، إضافةً إلى منتخب عمان لكرة القدم.

## مسيرته مع الأندية
تدرج الغيلاني في صفوف فرق الشباب بنادي صور منذ 2009 حتى 2014، قبل أن يبدأ مسيرته الاحترافية مع الفريق الأول للنادي في الدوري العماني للمحترفين.
في 15 يوليو 2019، انتقل إلى نادي السيب، حيث ساهم في تتويج الفريق بعدة بطولات منها: الدوري العماني للمحترفين 2021–22، كأس جلالة السلطان المعظم، كأس السوبر العماني، وكأس الاتحاد الآسيوي 2022. تعرض الغيلاني لإصابة في الرباط الصليبي أبعدته عن الملاعب خلال النصف الثاني من عام 2022. في 4 يوليو 2023، انتقل إلى النهضة.

## مسيرته الدولية
شارك الغيلاني لأول مرة مع منتخب عمان لكرة القدم في مباراة الفوز 2–1 ضد منتخب الهند لكرة القدم بتاريخ 5 مايو 2019 ضمن تصفيات كأس العالم 2022. كما تم استدعاؤه لتمثيل المنتخب في كأس آسيا 2023.

## التكريم والجوائز
حظي عبدالعزيز الغيلاني بإشادة واسعة من جماهير الكرة العمانية، بفضل مستوياته الدفاعية المميزة ومساهماته الحاسمة في تتويج نادي السيب بعدة بطولات مهمة على المستوى المحلي والقاري. واعتُبر واحدًا من أبرز الأظهرة اليمنى في الكرة العمانية.

## الألقاب
مع نادي السيب
- الدوري العماني للمحترفين: 2021–22
- كأس جلالة السلطان المعظم: 2021–22
- كأس السوبر العماني: 2020، 2022
- كأس الاتحاد الآسيوي: 2022

## حياته الشخصية
يُعرف عبدالعزيز الغيلاني بشخصيته الهادئة داخل الملعب وخارجه، حيث يتمتع بأخلاقيات مهنية عالية وروح جماعية قوية. خارج كرة القدم، يهتم الغيلاني بمتابعة الدوريات الأوروبية ومباريات كبار الأندية العالمية، ويشارك أحيانًا في مبادرات اجتماعية وشبابية لدعم الرياضة في منطقته. يعتبره زملاؤه قدوة في الالتزام والانضباط، وهو حريص على تطوير نفسه فنيًا وبدنيًا باستمرار.

## وصلات خارجية إنجليزية
- عبد العزيز الغيلاني  على سكروي
- عبد العزيز الغيلاني على فرق كرة القدم الوطنية.كوم